# Szum (czasopismo)
Szum – magazyn poświęcony polskiej sztuce współczesnej, ukazuje się jako kwartalnik (wydanie papierowe) i dziennik (wydanie internetowe). Pismo zostało założone w 2013 roku przez Jakuba Banasiaka i Adama Mazura, którzy do 2017 roku byli jego redaktorami naczelnymi. 
W 2017 roku redaktorem naczelnym został Jakub Banasiak, a zastępcą – Adam Mazur (pracował do 2018). We wrześniu 2018 roku zastępczynią redaktora naczelnego została Karolina Plinta – krytyczka sztuki związana z magazynem od początku jego istnienia (poprzednio na stanowisku sekretarz redakcji w latach 2014–2016). 
W 2018 roku członkom redakcji „Szumu”: Jakubowi Banasiakowi, Adamowi Mazurowi i Karolinie Plincie została przyznana honorowa Nagroda Krytyki Artystycznej im. Jerzego Stajudy za rok 2017. W tym samym roku Adam Mazur rozstał się z pismem. 
Wydawcą pisma jest Fundacja Kultura Miejsca. Nakład magazynu drukowanego: 1200 egz. W grudniu 2022 wyszedł ostatni drukowany numer magazynu. Od tego czasu magazyn jest wyłącznie w formie internetowej. 